# Frédéric Flamand
Pour les articles homonymes, voir Flamand.
Frédéric Flamand, né à Etterbeek (Bruxelles) en 1946, est un acteur, metteur en scène, chorégraphe et directeur de compagnie belge.

## Biographie
En 1973, Frédéric Flamand fonde la compagnie du Plan K qui, à partir de 1979, occupe une ancienne raffinerie sucrière (la raffinerie Graeffe) située à Molenbeek. Dès le début, passionné d'art pluridisciplinaire, il accueille dans ce lieu des artistes comme Bob Wilson, William Burroughs, Steve Lacy, Philippe Decouflé, Marie Chouinard, Joy Division ou Eurythmics.
En tant que metteur en scène et chorégraphe, Frédéric Flamand travaille l'espace avec de nombreux architectes comme Fabrizio Plessi, et plus tard avec Elizabeth Diller et Ricardo Scofidio, Zaha Hadid, Jean Nouvel, Thom Mayne et, plus récemment, Dominique Perrault et les frères Campana, cherchant principalement à mettre en connexion le corps en mouvement du danseur à l'architecture qui l'entoure.
Nommé en 1991 à la tête de l'ancien Ballet royal de Wallonie, Frédéric Flamand le rebaptise en Charleroi/Danses et en fait la première compagnie de danse contemporaine de Belgique.
Le 28 février 1998 Maurice Béjart est condamné par la justice belge pour avoir plagié, dans sa chorégraphie du Presbytère, un extrait du spectacle de Frédéric Flamand La Chute d'Icare dans lequel un danseur ailé traverse la scène avec des moniteurs vidéo en guise de chaussures.
En septembre 2004, Frédéric Flamand est nommé directeur général du Ballet national de Marseille et de l'École nationale supérieure de danse de Marseille. Depuis 2005, il est assisté d'Éric Vu-An. Il est également le directeur artistique du Festival international de danse de Cannes pour la période 2011-2013.

## Principales chorégraphies
Avec le Plan K
- 1980 : Quarantaine
- 1984 : Scan Lines
- 1987 : If Pyramids Were Square
- 1989 : La Chute d'Icare avec Fabrizio Plessi

Pour Charleroi/Danses
- 1992 : Titanic avec Fabrizio Plessi
- 1994 : Ex Machina avec Fabrizio Plessi
- 1994 : Corps et Machines
- 1996 : Vitesse et Mémoire
- 1996 : Moving Target avec Elisabeth Diller et Ricardo Scofidio[3]
- 1998 : EJM 1 et 2 avec Elisabeth Diller et Ricardo Scofidio
- 1998 : Gender
- 2000 : Metapolis avec Zaha Hadid
- 2000 : The Future of Work avec Jean Nouvel
- 2001 : Body/Work/Leisure avec Jean Nouvel
- 2003 : Silent Collisions avec Thom Mayne
- 2005 : Huit en collaboration avec Marion Ballester

Pour le Ballet national de Marseille

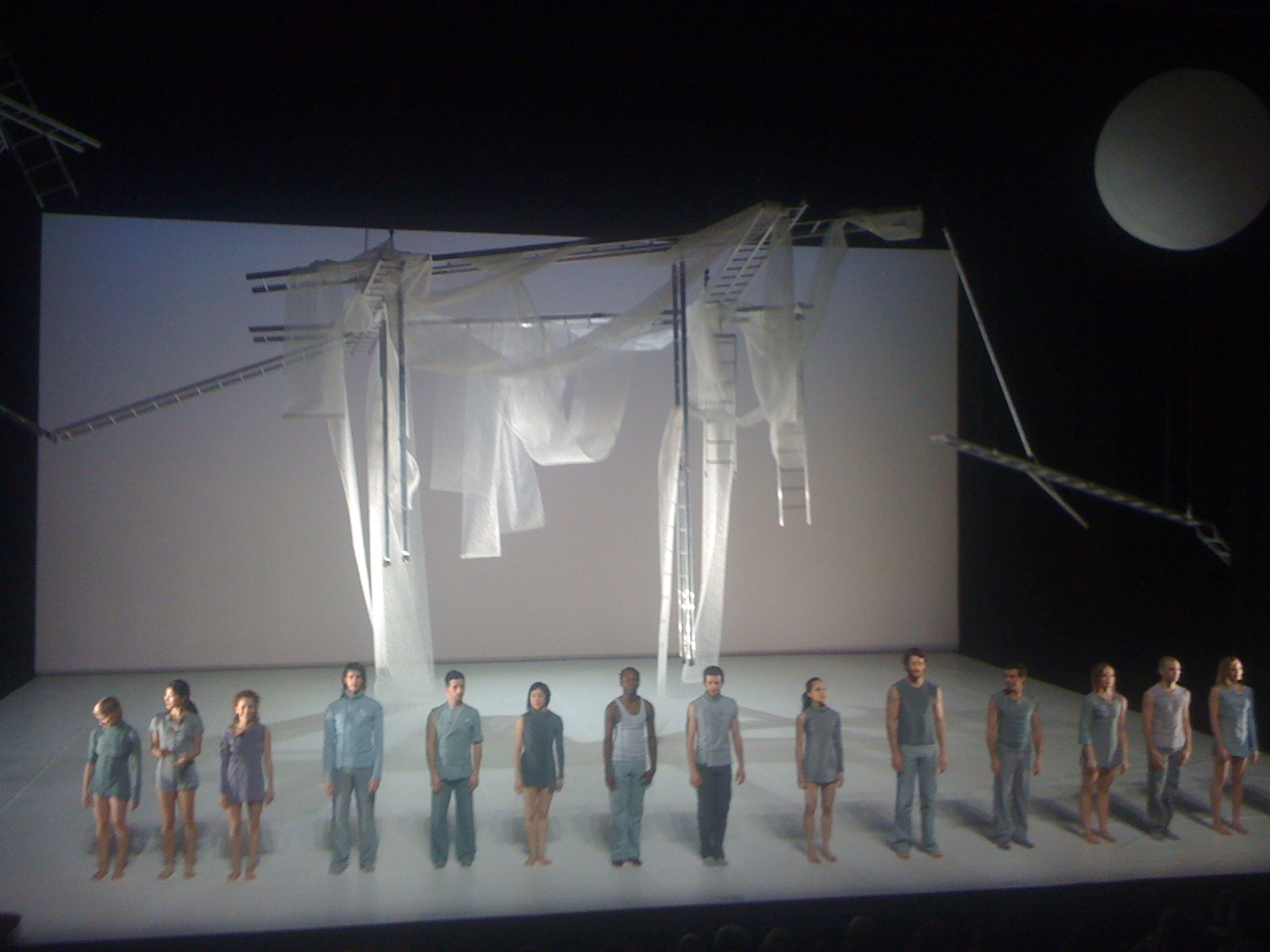
La Vérité 25 fois par seconde avec l'installation d'Ai Weiwei.

- 2005 : La Cité radieuse avec Dominique Perrault[4]
- 2006 : Metapolis II avec Zaha Hadid
- 2007 : Métamorphoses avec Humberto et Fernando Campana[5]
- 2009 : Le Trouble de Narcisse[6]
- 2010 : La Vérité 25 fois par seconde avec Ai Weiwei

## Prix et distinctions
- Ève du Théâtre de la mise en scène en 1988.
- Officier des Arts et des Lettres.